# José Pantieri
José Pantieri, nome d'arte di Giuseppe Pantieri (Forlì, 19 novembre 1941 – Roma, 17 maggio 2013) è stato uno storico del cinema italiano.
Fondatore e curatore del Museo internazionale del cinema e dello spettacolo, è inoltre autore di una serie di pubblicazioni sul cinema muto. È considerato uno dei primi storici a citare la teoria del comico di Henri Bergson nell'interpretazione della comicità di Keaton e promuovere la rivalutazione del cineasta americano, nonché uno dei più attivi nella conservazione e storicizzazione del cinema muto italiano.

## Biografia
Proveniente da una famiglia di artisti (è fratello del pittore Pier Claudio Pantieri e zio del musicista Filippo Pantieri), nel 1959 fonda a Parigi il "movimento d'avanguardia artistico-culturale" Usine à Gags, che produce cortometraggi ispirati al cinema comico muto, prodotti e interpretati dallo stesso Pantieri e trasmessi anche alla televisione francese e italiana. Parallelamente crea la cineteca Buster Keaton, che rappresenta il primo nucleo del Museo internazionale del cinema e dello spettacolo (Mics). Nel 1960 fonda l'Association Internationale du Cinéma Comique d'Art, attraverso la quale nel 1964 pubblica L'originalissimo Buster Keaton, il suo primo saggio di storia del cinema, in collaborazione col Centro studi cinematografici di Milano. 
Negli anni '60 rientra in Italia e fonda l'Associazione centro studi cinetelevisivi, che nel 1978 diviene Museo internazionale del cinema e dello spettacolo e infine, nel 2004, Museo José Pantieri del cinema e dello spettacolo. Ha collaborato con la Rai come autore di programmi sperimentali in televisione e in radio; insegna tecnica e teoria del cinema e tiene conferenze sullo stesso argomento e sulla storia del cinema comico.

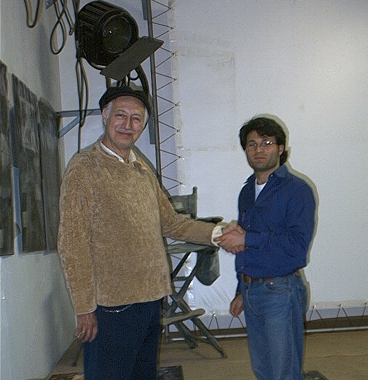
Lo storico e critico José Pantieri con il regista e produttore Jordan River

Negli anni '70, Pantieri rinviene e acquista per il suo museo l'unico rullo esistente di Marizza, detta la signora dei contrabbandieri, film perduto di Friedrich Wilhelm Murnau, frammento poi depositato presso la Cineteca Nazionale. Il museo ospita inoltre incontri e rassegne dedicate al cinema muto, e raccoglie progressivamente una vasta collezione di cimeli, reperti e pellicole ("Pantieri ha messo insieme, in quarant'anni, un patrimonio enorme di materiali, soprattutto sul cinema muto italiano, su cui organizza periodicamente una rassegna internazionale").
Fino alla fine degli anni '90 ha pubblicato diversi volumi dedicati prevalentemente al cinema muto italiano.
Il 26 marzo 2002 José Pantieri, all'interno del MICS, il suo museo internazionale del cinema e dello spettacolo, concede l'ultima intervista tv all'emittente capitolina T9, mostrandosi preoccupato per il futuro dell’importante istituzione culturale che aveva creato dal nulla in via Portuense, a Roma; di lì a poco il MICS dovette chiudere i battenti.
Nel 2004, grazie alla legge Bacchelli, ottiene un "assegno vitalizio a favore di cittadini che abbiano illustrato la Patria e che versino in stato di particolare necessità". Nel 2005 riceve il premio alla carriera dello Jonio International Film Festival.

## Opere
- José Pantieri, L'originalissimo Buster Keaton, Centro studi cinematografici di Milano, Association Internationale du Cinéma Comique d'Art, 1963.
- José Pantieri, Gli eroi della risata, Milano, Giordano, 1965.
- José Pantieri, Tecnica e teoria del film, Circolo Riccionese di cultura, 1967.
- José Pantieri, Monty Banks: un romagnolo a Hollywood, IMPP XII, 1976.
- José Pantieri, Pier Paolo Paoletti e Renzo Bucchi, Aspetti del cinema comico muto, Rimini, C.S.C.TV., 1977.
- José Pantieri, I magnifici Laurel-Hardy, MICS, 1986.
- José Pantieri, Roberto Chiti e Paolo Popescich, Pina Renzi, C.S.C.TV, 1988.
- José Pantieri, Cinema, restauro e cineteche in Italia, MICS, 1990.
- José Pantieri, Diego Fabbri, MICS, 1990.
- José Pantieri, Cinema e religione in Italia, MICS, 1991.
- José Pantieri, Cinema e circo in Italia, MICS, 1992.
- José Pantieri, Mario Verdone e Vittorio Martinelli, Lyda Borelli, MICS, 1993.
- José Pantieri, Filoteo Alberini - Pioniere del cinema italiano, MICS, 1994.
- José Pantieri, Cinema & comicità in Italia, MICS, 1994.
- José Pantieri, Due eroi della risata: Harold Lloyd e Monty Banks, MICS, 1998.